# 鷲尾健治

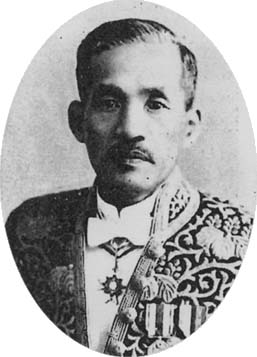
鷲尾健治

鷲尾 健治（わしお けんじ、1880年（明治13年）1月21日 - 1937年（昭和12年）8月9日）は、日本の教育者。

## 経歴
新潟県西蒲原郡黒埼村（現・新潟市西区）出身。鷲尾政直の三男として生まれた。1904年（明治37年）、京都帝国大学法科大学を卒業。市立大阪高等商業学校教諭、山口高等商業学校教授を歴任。1909年（明治42年）、ドイツ・フランスに留学した。その後、高松高等商業学校教授、山口高等商業学校校長を務め、1932年（昭和7年）に退官した。
その後、同志社高等商業学校校長を務めた。